# 邦达饶嘎
邦達饒嘎（藏語：སྤོམ་མདའ་ཚང་རབ་དགའ་，威利转写：spom mda' tshang rab dga，1902年—1974年），西藏昌都芒康人。中華民國大陸時期的西藏商人、革命家，為邦達昌的主要人物之一。
邦達饒嘎是邦達尼江的次子，有一兄邦達養璧、一弟邦達多吉。他支持中華民國國民政府，主張推翻西藏的達賴喇嘛封建政權，並將英國帝國主義的勢力驅逐出西藏。1934年，他和弟弟邦達多吉發動康巴叛亂，反對西藏噶廈政權。叛軍計劃首先要先佔領昌都，後再攻取拉薩。叛亂發生後，噶廈政府沒收了邦達昌家族在拉薩的住所。由於邦達昌家族是西藏羊毛的主要出口商，任何進一步事件都可能影響噶廈政府的資金，因此噶廈政府放棄對邦達昌家族的叛亂責任，邦達饒嘎在叛亂失敗後途經康定和南京流亡到印度噶倫堡。1935年前往重慶，並加入蒙藏委員會。1939年返回噶倫堡，成立西藏革命黨。該黨奉行三民主義，尋求推翻噶廈政權並在西藏進行改革，使西藏成為中華民國之內的「西藏自治共和國」，且尋求將英國人驅逐出印度。1947年，他被英屬印度驅逐到上海。
1950年，邦達饒嘎前往昌都。解放軍進入康區，他向昌都總管阿沛·阿旺晉美提供一些康巴戰士，希望換取西藏噶廈政府承認康區獨立，但遭阿沛的拒絕。昌都戰役期間，他和弟弟邦達多吉對解放軍和藏軍雙方進行斡旋。1959年西藏騷亂期間，他參與對康巴叛軍的培養以對抗共產黨。失敗後逃亡台灣。1974年去世。